# Taphinellina aeneofuscus
Taphinellina aeneofuscus is een keversoort uit de familie bladkevers (Chrysomelidae). De wetenschappelijke naam van de soort werd in 1889 gepubliceerd door Julius Weise.